# Шамар Кьончок Йенлак
Петият Шамар Ринпоче Кьончок Йенлак (1526 – 1583) е роден е в южнотибетската провинция Гаден Конгсар. Според аналите на Кагю новороденото дете произнася „А Хунг“, което изразява невъзникналата природа на всички явления. Двегодишен той е разпознат от Осмия Кармапа Микьо Дордже, който му дава името Кьончок Йенлак, връща му червената корона и го интронизира официално на регентския престол на линията Карма Кагю. Шамарпа остава с учителя си до дванадесетгодишен за да получи Шестте Йоги на Наропа, Махамудра и многобройните приемствености на линията. На свой които ред по-късно той ги връща да Деветия Кармапа Вангчук Дордже. Шамарпа Кьончок Йенлак и 2-рият Паво Ринпоче Цуклак Тренгва са най-важните ученици на Осмия Кармапа.